# Cho Min-sun
Cho Min-sun, kor. 조민선 (ur. 21 marca 1972) – południowokoreańska judoczka. Dwukrotna medalistka olimpijska.
Brała udział w dwóch igrzyskach (IO 96, IO 00), na obu zdobywała medale - złoto w 1996 w wadze do 66 kilogramów, w 2000 brąz do 70 kilogramów. Wcześniej, na turnieju w 1988, zdobyła brąz w Seulu, jednak judo kobiet było jedynie sportem pokazowym. Wywalczyła dwa złote (1993 i 1995) oraz dwa brązowe medale mistrzostw świata (1989 i 1997). W 1990 zajęła trzecie miejsce w igrzyskach azjatyckich, w 1994 była druga. Zwyciężyła w mistrzostwach Azji w 1993, była trzecia w 1988, 1995 i 2000.